# Leilani
Leilani est un prénom polynésien d'origine hawaiienne qui peut se traduire par « Couronne céleste ». (Ou « couronne de fleurs») Étymologiquement, ce prénom vient de lei qui signifie « couronne » et lani qui signifie « ciel » en hawaïen. Son équivalent paumotu est Heirani.
On retrouve plusieurs variantes orthographiques très rares, données en occident :  Lailani,  Leilanie et Leilany.

## Personnalités portant ce prénom
- Leilani Bishop, actrice et mannequin américaine
- Leilani Dowding, mannequin britannique
- Leilani Farha, rapporteuse spéciale des Nations unies
- Leilani Joyce, joueuse de squash néo-zélandaise
- Leilani Kai, catcheuse américaine
- Leilani Leeane, actrice pornographique américaine
- Leilani Mitchell, joueuse de basket-ball américaine
- Leilani Sarelle, actrice américaine